# Jerzy Zaremba (brydżysta)
Jerzy Marcin Zaremba (ur. 1947) – polski brydżysta, Arcymistrz Międzynarodowy (PZBS), World International Master oraz Seniors Life Master (WBF), European Master (EBL), sędzia okręgowy, trener II klasy, zawodnik drużyny Consus Kalisz.

## Wyniki brydżowe

### Zawody krajowe
W krajowych zawodach zdobył następujące lokaty:
| Drużynowe mistrzostwa Polski | Drużynowe mistrzostwa Polski | Drużynowe mistrzostwa Polski |
| Sezon                        | Drużyna                      | Pozycja                      |
| ---------------------------- | ---------------------------- | ---------------------------- |
| 2000                         | Prokom Warszawa              | 2                            |
| 1988/89                      | Czarni Słupsk                | 1                            |
| 1987/88                      | Czarni Słupsk                | 1                            |
| 1986/87                      | Czarni Słupsk                | 2                            |
| 1985/86                      | Warszawianka                 | 3                            |
| 1984/85                      | Warszawianka                 | 3                            |
| 1980/81                      | Warszawianka                 | 2                            |
| 1978/79                      | Warszawianka                 | 2                            |
| 1978                         | Warszawianka                 | 2                            |
| 1976                         | Warszawianka                 | 2                            |
| 1974                         | Warszawianka                 | 2                            |

| Puchar Polski | Puchar Polski | Puchar Polski |
| Rok           | Drużyna       | Pozycja       |
| ------------- | ------------- | ------------- |
| 1980          | Warszawianka  | 1             |

| Mistrzostwa Polski teamów - IMP | Mistrzostwa Polski teamów - IMP | Mistrzostwa Polski teamów - IMP |
| Rok                             | Kategoria                       | Pozycja                         |
| ------------------------------- | ------------------------------- | ------------------------------- |
| 1997                            | Open                            | 1                               |

### Olimpiady
Na olimpiadach uzyskał następujące rezultaty:
| Olimpiady brydżowe. Zawody teamów | Olimpiady brydżowe. Zawody teamów | Olimpiady brydżowe. Zawody teamów | Olimpiady brydżowe. Zawody teamów | Olimpiady brydżowe. Zawody teamów | Olimpiady brydżowe. Zawody teamów |
| Rok                               | Miejsce                           | Zawody                            | Kategoria                         | Drużyna                           | Pozycja                           |
| --------------------------------- | --------------------------------- | --------------------------------- | --------------------------------- | --------------------------------- | --------------------------------- |
| 2012                              | Lille                             | 2. Olimpiada Sportów Umysłowych   | Open                              | Poland                            | 2                                 |
| 1980                              | Valkenburg                        | 6. Olimpiada Teamów               | Open                              | Poland                            | 19                                |

### Zawody światowe
W światowych zawodach zdobył następujące lokaty:
| Zawody Światowe. Konkurencja teamów | Zawody Światowe. Konkurencja teamów | Zawody Światowe. Konkurencja teamów | Zawody Światowe. Konkurencja teamów | Zawody Światowe. Konkurencja teamów | Zawody Światowe. Konkurencja teamów |
| Rok                                 | Miejsce                             | Zawody                              | Kategoria                           | Drużyna                             | Pozycja                             |
| ----------------------------------- | ----------------------------------- | ----------------------------------- | ----------------------------------- | ----------------------------------- | ----------------------------------- |
| 2013                                | Nusa Dua                            | 41. Mistrzostwa Świata Teamów       | Trans                               | Consus Red Poland                   | 48                                  |
| 2010                                | Filadelfia                          | 13. Seria Mistrzostw Świata         | Seniorzy                            | PRI Investments                     | 24                                  |
| 2007                                | Szanghaj                            | 38. Mistrzostwa Świata Teamów       | Trans                               | Markowicz                           | 5                                   |
| 2006                                | Werona                              | 12. Mistrzostwa Świata              | Open                                | Markowicz                           | 83                                  |
| 2006                                | Werona                              | 12. Mistrzostwa Świata              | Seniorzy                            | Markowicz                           | 1                                   |
| 2005                                | Estoril                             | 37. Mistrzostwa Świata Teamów       | Trans                               | Markowicz                           | 70                                  |
| 2003                                | Monte Carlo                         | 36. Mistrzostwa Świata Teamów       | Trans                               | Markowicz                           | 24                                  |
| 2002                                | Montreal                            | 11. Mistrzostwa Świata              | Seniorzy                            | Markowicz                           | 13                                  |
| 2001                                | Paryż                               | 35. Mistrzostwa Świata Teamów       | Trans                               | Markowicz                           | 23                                  |
| 1982                                | Biarritz                            | 6. Mistrzostwa Świata               | Open                                | Kowalski                            | 45                                  |

| Zawody Światowe. Konkurencja par | Zawody Światowe. Konkurencja par | Zawody Światowe. Konkurencja par | Zawody Światowe. Konkurencja par | Zawody Światowe. Konkurencja par | Zawody Światowe. Konkurencja par |
| Rok                              | Miejsce                          | Zawody                           | Kategoria                        | Partner                          | Pozycja                          |
| -------------------------------- | -------------------------------- | -------------------------------- | -------------------------------- | -------------------------------- | -------------------------------- |
| 2006                             | Werona                           | 12. Mistrzostwa Świata           | Seniorzy                         | Wiktor Markowicz                 | 89                               |
| 2002                             | Montreal                         | 11. Mistrzostwa Świata           | Seniorzy                         | Stefan Szenberg                  | 16                               |
| 1998                             | Lille                            | 10. Mistrzostwa Świata           | Open                             | Melih Özdil                      | 9                                |

### Zawody europejskie
W europejskich zawodach zdobył następujące lokaty:
| Zawody europejskie. Konkurencja teamów | Zawody europejskie. Konkurencja teamów | Zawody europejskie. Konkurencja teamów   | Zawody europejskie. Konkurencja teamów | Zawody europejskie. Konkurencja teamów | Zawody europejskie. Konkurencja teamów |
| Rok                                    | Miejsce                                | Zawody                                   | Kategoria                              | Drużyna                                | Pozycja                                |
| -------------------------------------- | -------------------------------------- | ---------------------------------------- | -------------------------------------- | -------------------------------------- | -------------------------------------- |
| 2012                                   | Dublin                                 | 51. Mistrzostwa Europy Teamów            | Open                                   | Poland                                 | 5                                      |
| 2007                                   | Antalya                                | 3. Otwarte Mistrzostwa Europy            | Seniorzy                               | Markowicz                              | 3                                      |
| 2005                                   | Teneryfa                               | 2. Otwarte Mistrzostwa Europy            | Seniorzy                               | Klukowski                              | 5                                      |
| 2003                                   | Mentona                                | 1. Otwarte Mistrzostwa Europy            | Seniorzy                               | Markowicz                              | 5                                      |
| 2002                                   | Salsomaggiore                          | 46. Mistrzostwa Europy Teamów            | Seniorzy                               | Poland                                 | 5                                      |
| 2001                                   | Teneryfa                               | 45. Mistrzostwa Europy Teamów            | Seniorzy                               | Poland 2                               | 10                                     |
| 1979                                   | Lozanna                                | 34. Mistrzostwa Europy Teamów            | Open                                   | Poland                                 | 7                                      |
| 1972                                   | Delft                                  | 3. Młodzieżowe Mistrzostwa Europy Teamów | Juniorzy                               | Poland                                 | 1                                      |

| Zawody europejskie. Konkurencja par | Zawody europejskie. Konkurencja par | Zawody europejskie. Konkurencja par | Zawody europejskie. Konkurencja par | Zawody europejskie. Konkurencja par | Zawody europejskie. Konkurencja par |
| Rok                                 | Miejsce                             | Zawody                              | Kategoria                           | Partner                             | Pozycja                             |
| ----------------------------------- | ----------------------------------- | ----------------------------------- | ----------------------------------- | ----------------------------------- | ----------------------------------- |
| 2009                                | San Remo                            | 4. Otwarte Mistrzostwa Europy       | Open                                | Piotr Żak                           | 61                                  |
| 1993                                | Bielefeld                           | 7. Otwarte Mistrzostwa Europy Par   | Open                                | Marek Szymanowski                   | 12                                  |
| 1987                                | Paryż                               | 4. Mistrzostwa Europy Par           | Open                                | Andrzej Żurek                       | 67                                  |